# Matrona oberthueri
Matrona oberthueri är en trollsländeart som först beskrevs av Mclachlan 1894.  Matrona oberthueri ingår i släktet Matrona och familjen jungfrusländor. Inga underarter finns listade i Catalogue of Life.